# Joëlle Goron
Pour les articles homonymes, voir Goron.
Joëlle Goron, née le 12 septembre 1943 au Mans, est une personnalité de la télévision française ayant notablement collaboré à des émissions de divertissement à la radio.

## Biographie
Elle a des activités diverses et travaille notamment avec Christine Bravo de 1992 à 1994 dans l'émission Frou-Frou, ainsi que dans les émissions :
- Le Fou du roi, sur France Inter ;
- À la bonne heure, sur RTL ;
- Field dans ta chambre ;
- Dilemme 1 sur W9 le groupe M6.

Elle écrit le scénario du film Le Clan Pasquier, tiré du roman Chronique des Pasquier.
Elle réalise son premier téléfilm, Entre mère et fille, en décembre 2009, il est diffusé sur France 2.

## Filmographie

### Scénariste
- 2012 : Qu'est-ce qu'on va faire de toi ?, téléfilm de Jean-Daniel Verhaeghe
- 2010 : La Femme qui pleure au chapeau rouge, téléfilm de Jean-Daniel Verhaeghe
- 2009 : Entre mère et fille : réalisation et scénario
- 2007 : Le clan Pasquier mini-série télévisée
- 2004 : Un homme presque idéal, téléfilm de Christiane Lehérissey (scenario et dialogue)
- 2003 : Les Thibault mini-série télévisée (coauteur)
- 2001 : Un citronnier pour deux, téléfilm de Élisabeth Rappeneau
- 2000 : Marie et Tom, téléfilm de Dominique Baron
- 1998 : Cap des Pins série télévisée
- 1998 : Les Grands enfants, téléfilm de Denys Granier-Deferre
- 1997 : La Vie à trois, téléfilm de Christiane Lehérissey
- 1995 : L'Enfant en héritage, téléfilm de Josée Dayan
- 1994 : Passé sous silence, téléfilm de Igaal Niddam
- 1994 : Les Braqueuses de Jean-Paul Salomé
- 1994 : Julie Lescaut série télévisée – épisode : Tableau noir (adaptation et dialogue)
- 1990 : Notre Juliette, téléfilm de François Luciani (dialogue)
- 1988 : Tourbillons mini-série télévisée – épisode #1.1 (1988)
- 1986 : Lili, petit à petit série télévisée
- 1985 : Jeu, set et match mini-série télévisée
- 1985 : Signé Charlotte film de Caroline Huppert (scenario, adaptation et dialogue)
- 1984 : Les Enquêtes du commissaire Maigret (série télévisée) - épisode : La nuit du carrefour (adaptation et dialogue)
- 1982 : Les Enquêtes du commissaire Maigret (série télévisée) - épisode :Maigret et les braves gens (adaptation)
- 1981 : Le Boulanger de Suresnes, téléfilm de Jean-Jacques Goron (scénario)
- 1973 : L'Enfant de l'automne mini-série télévisée (adaptation)

### Actrice
- 1998 : Les Grands Enfants (téléfilm), téléfilm de Denys Granier-Deferre : Mme le maire
- 1970 : Le Fauteuil hanté, réalisé par Pierre Bureau

Elle a joué dans :
- C'est la vie, camarade ! (voir Serge Lascar#Pour la télévision) ;
- la mini-série Les Thibault

### Réalisatrice
- 2009 : Entre mère et fille avec Fanny Cottençon et Julie-Marie Parmentier

## Publications
- Cette maison me rendra folle, Paris, Flammarion, 2013
- Le poulet du dimanche, Paris, Flammarion, 2013
- T'as tout pour être heureuse, Paris, L'école des loisirs, 1995
- Je persiste et je râle, toujours pour vous!, Paris, Michel Lafon, 1995
- Je râle pour vous, Paris, Michel Lafon, 1994
- Fin octobre, Paris, Flammarion, 1991